# کمان ۲۲
کمان ۲۲ نخستین پهپاد پهن‌پیکر رزمی جمهوری اسلامی ایران می‌باشد که از آن در تاریخ ۶ بهمن ۱۳۹۹ رونمایی شد. این پهپاد دارای قابلیت حمل محموله‌های مختلف با مداومت پروازی بالاتر از ۲۴ ساعت است و بردِ  آن ۳۰۰۰ کیلومتر می‌باشد.

کمان-۲۲ که متعلق به نیروی هوایی ارتش جمهوری اسلامی ایران است، دارای امکان شناسایی، مراقبت و جمع‌آوری اطلاعات و همچنین عکس‌برداری از هدف‌های دوردست است. در این هواپیمای بدون سرنشین، امکان حمل انواع مهمات هوشمند موجب افزایش توان رزمی آن می‌گردد.  پهپاد کمان-۲۲ به محموله‌های رزمی، اپتیکی و جنگالی تجهیز شده است و طراحی آن بر مبنای مطالبات عملیاتی نیروی هوایی است.

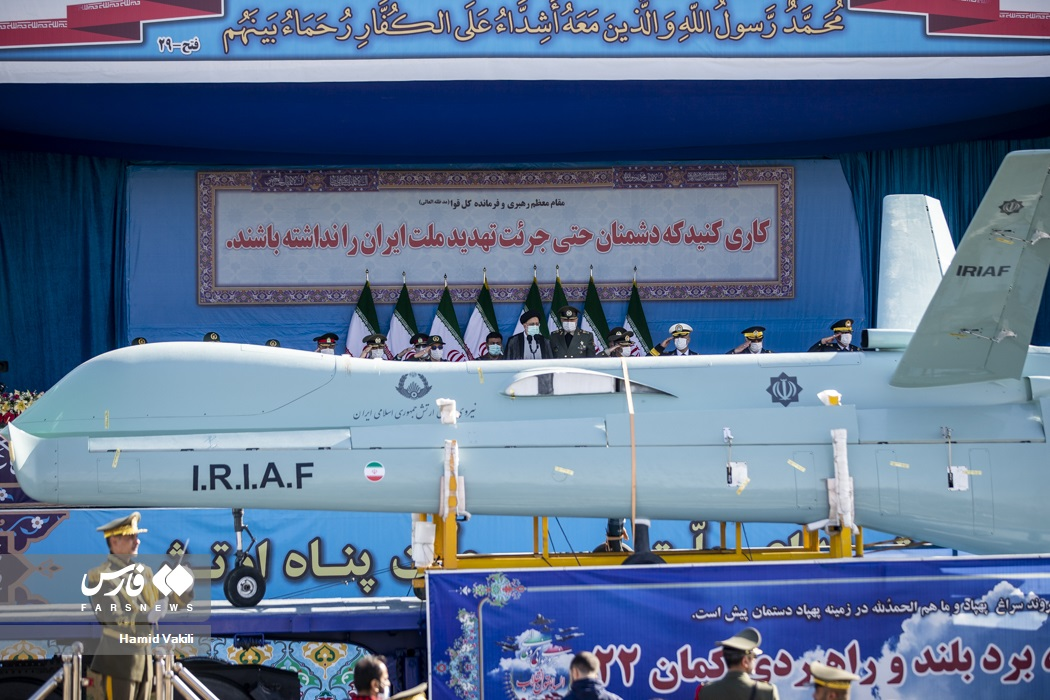